# Coucal roux
Centropus unirufus
Espèce
Statut de conservation UICN

 NT  : Quasi menacé
Le Coucal roux (Centropus unirufus) est une espèce d'oiseau de la famille des Cuculidae.
Cet oiseau peuple le nord des Philippines.